# Eleição municipal de Itapetininga em 2024
A eleição municipal de Itapetininga em 2024 foi o 19.º pleito eleitoral realizado na história do município. Ocorreu oficialmente em 6 de outubro e foi disputada em turno único, dado que Itapetininga por não ter 200 000 eleitores registrados e aptos ao voto, não atende ao critério eleitoral definido pelo inciso II do artigo nº 29 da Constituição Federal para a realização de um 2.º turno caso nenhum dos candidatos à prefeito alcance maioria absoluta dos votos. Neste caso, o(a) vencedor(a) é escolhido por maioria simples.
Segundo dados do Tribunal Superior Eleitoral, 112 836 eleitores compunham o eleitorado itapetiningano apto a votar para eleger 1 prefeito, 1 vice–prefeito e 19 vereadores para a Câmara Municipal em 2024.

## Calendário eleitoral
| Início        | Fim           | Atividades | Status    |
| ------------- | ------------- | --- | --------- |
| 7 de março    | 5 de abril    | Janela partidária para vereadores trocarem de partido visando concorrer às eleições sem perder o mandato. | Realizado |
| 6 de abril    | 6 de abril    | Data-limite para todas as legendas e federações partidárias obterem o registro dos estatutos no TSE e para todos os candidatos terem domicílio eleitoral na circunscrição em que desejam disputar as eleições com a filiação deferida pelo partido. | Realizado |
| 15 de maio    | 15 de maio    | Início da campanha de arrecadação prévia de recursos na modalidade de financiamento coletivo para pré-candidatos, sem realização de pedidos de voto e obedecendo a regras relativas à propaganda eleitoral na Internet.                             | Realizado |
| 20 de julho   | 5 de agosto   | Realização de convenções partidárias para deliberar sobre coligações e escolher candidatos às prefeituras e aos cargos de vereador. Os partidos têm até 15 de agosto para registrar os nomes na Justiça Eleitoral.                                  | Realizado |
| 16 de agosto  | 16 de agosto  | Início das campanhas eleitorais de forma igualitária, podendo qualquer publicidade ou manifestação com pedido explícito de voto antes da data ser considerada irregular e multada.                                                                  | Realizado |
| 30 de agosto  | 3 de outubro  | Veiculação da propaganda eleitoral gratuita no rádio e na televisão. | Realizado |
| 6 de outubro  | 6 de outubro  | Realização do primeiro turno das eleições municipais. | Realizado |
| 11 de outubro | 25 de outubro | Veiculação da propaganda eleitoral gratuita no rádio e na televisão para o segundo turno. | Realizado |
| 27 de outubro | 27 de outubro | Realização de um eventual segundo turno nas cidades com mais de 200 mil eleitores em que o candidato a prefeito mais votado não tenha atingido a metade mais um dos votos válidos.                                                                  | Realizado |

## Candidaturas oficiais
| Candidaturas deferidas pelo TSE para a disputa eleitoral | Candidaturas deferidas pelo TSE para a disputa eleitoral | Candidaturas deferidas pelo TSE para a disputa eleitoral | Candidaturas deferidas pelo TSE para a disputa eleitoral | Candidaturas deferidas pelo TSE para a disputa eleitoral | Candidaturas deferidas pelo TSE para a disputa eleitoral | Candidaturas deferidas pelo TSE para a disputa eleitoral                                                                       | Candidaturas deferidas pelo TSE para a disputa eleitoral |
| N.º                                                      | N.º                                                      | Candidato(a) a prefeito(a)                               | Candidato(a) a prefeito(a)                               | Candidato(a) a vice-prefeito(a)                          | Candidato(a) a vice-prefeito(a)                          | Coligação | Situação                                                 |
| -------------------------------------------------------- | -------------------------------------------------------- | -------------------------------------------------------- | -------------------------------------------------------- | -------------------------------------------------------- | -------------------------------------------------------- | --- | -------------------------------------------------------- |
|                                                          | 10                                                       |                                                          | Jeferson Brun (Republicanos)                             |                                                          | Nêta Bueno (Republicanos)                                | Itapetininga no Rumo Certo Republicanos / Progressistas / MDB / PDT / PODE / NOVO / UNIÃO / PSD / AVANTE / PSB / Solidariedade | Eleito                                                   |
|                                                          | 22                                                       |                                                          | Milton Júnior da Rádio (PL)                              |                                                          | Doutor Samuel (PL)                                       | Coragem pra Mudar PL / PRD / DC / PRTB / MOBILIZA / AGIR                                                                       | Não eleito                                               |
|                                                          | 43                                                       |                                                          | Paula Granato (PV)                                       |                                                          | Rafa Simões (PT)                                         | Presente para o Futuro PV / PT / PCdoB / PSOL / REDE                                                                           | Não eleito                                               |
|                                                          | 45                                                       |                                                          | Osmar Thibes (PSDB)                                      |                                                          | Josianni Alciati (PSDB)                                  | Tradição e Prosperidade PSDB / Cidadania / PMB                                                                                 | Não eleito                                               |

## Pesquisas eleitorais

### Intenções de voto
| Data de realização          | Data de divulgação     | Instituto                      | Número de registro no TSE | Entrevistados | Margem de erro | Candidatos                   | Candidatos                  | Candidatos         | Candidatos          | Brancos/Nulos | Não sabe/Não respondeu |
| Data de realização          | Data de divulgação     | Instituto                      | Número de registro no TSE | Entrevistados | Margem de erro | Jeferson Brun (Republicanos) | Milton Júnior da Rádio (PL) | Paula Granato (PV) | Osmar Thibes (PSDB) | Brancos/Nulos | Não sabe/Não respondeu |
| --------------------------- | ---------------------- | ------------------------------ | ------------------------- | ------------- | -------------- | ---------------------------- | --------------------------- | ------------------ | ------------------- | ------------- | ---------------------- |
| 5 a 10 de setembro de 2024  | 11 de setembro de 2024 | Dataeco Instituto de Pesquisas | SP-04287/2024             | 600           | 4%             | 58,2%                        | 19,8%                       | 5,2%               | 2%                  | 10%           | 4,8%                   |
| 15 a 18 de setembro de 2024 | 19 de setembro de 2024 | Paraná Pesquisas               | SP-04700/2024             | 620           | 4%             | 59%                          | 21%                         | 6,3%               | 1%                  | 7,1%          | 5,6%                   |

### Índices de rejeição
| Data de realização          | Data de divulgação     | Instituto                      | Número de registro no TSE | Entrevistados | Margem de erro | Candidatos                   | Candidatos                  | Candidatos         | Candidatos          | Poderia votar em todos | Não sabe/Não respondeu |
| Data de realização          | Data de divulgação     | Instituto                      | Número de registro no TSE | Entrevistados | Margem de erro | Jeferson Brun (Republicanos) | Milton Júnior da Rádio (PL) | Paula Granato (PV) | Osmar Thibes (PSDB) | Poderia votar em todos | Não sabe/Não respondeu |
| --------------------------- | ---------------------- | ------------------------------ | ------------------------- | ------------- | -------------- | ---------------------------- | --------------------------- | ------------------ | ------------------- | ---------------------- | ---------------------- |
| 5 a 10 de setembro de 2024  | 11 de setembro de 2024 | Dataeco Instituto de Pesquisas | SP-04287/2024             | 600           | 4%             | 17,2%                        | 32,3%                       | 42,8%              | 37,5%               | 13,8%                  | 20,7%                  |
| 15 a 18 de setembro de 2024 | 19 de setembro de 2024 | Paraná Pesquisas               | SP-04700/2024             | 620           | 4%             | 16,1%                        | 25,6%                       | 27,9%              | 23,5%               | 3,9%                   | 25,5%                  |

## Resultados eleitorais

### Prefeito(a) eleito(a)
Confirmando o favoritismo apontado pelas pesquisas eleitorais, o atual prefeito em exercício Jeferson Brun (Republicanos) reelegeu-se com tranquilidade após receber 50 589 votos, o equivalente a 64,46% dos votos válidos. O resultado oficial da apuração foi divulgado pelo TSE por volta das 19h30 de domingo, 6 de outubro.
| Candidatos a prefeito(a)   | Candidatos a prefeito(a)     | Candidatos a vice-prefeito(a) | Votação | Votação     |
| Candidatos a prefeito(a)   | Candidatos a prefeito(a)     | Candidatos a vice-prefeito(a) | Total   | Porcentagem |
| -------------------------- | ---------------------------- | ----------------------------- | ------- | ----------- |
|                            | Jeferson Brun (Republicanos) | Nêta Bueno (Republicanos)     | 50 589  | 64,46%      |
|                            | Milton Júnior da Rádio (PL)  | Doutor Samuel (PL)            | 20 944  | 26,69%      |
|                            | Paula Granato (PV)           | Rafa Simões (PT)              | 5 734   | 7,31%       |
|                            | Osmar Thibes (PSDB)          | Josianni Alciati (PSDB)       | 1 209   | 1,54%       |
| Total de votos válidos     | Total de votos válidos       | Total de votos válidos        | 78 476  | 78 476      |
| Votos apurados             |                              |                               |         |             |
| Votos válidos              | Votos válidos                | Votos válidos                 | 78 476  | 91,37%      |
| Votos em branco            | Votos em branco              | Votos em branco               | 3 455   | 4,02%       |
| Votos nulos                | Votos nulos                  | Votos nulos                   | 3 956   | 4,61%       |
| Total de votos apurados    | Total de votos apurados      | Total de votos apurados       | 85 887  | 85 887      |
| Participação do eleitorado |                              |                               |         |             |
| Comparecimentos            | Comparecimentos              | Comparecimentos               | 85 887  | 76,12%      |
| Abstenções                 | Abstenções                   | Abstenções                    | 26 949  | 23,88%      |
| Total de eleitores aptos   | Total de eleitores aptos     | Total de eleitores aptos      | 112 836 | 112 836     |
| Fonte: TSE                 |                              |                               |         |             |

### Vereadores (re)eleitos
No sistema proporcional, pelo qual são eleitos os vereadores, o voto dado a um candidato é primeiro considerado para o partido ao qual ele é filiado. O total de votos de um partido é que define quantas cadeiras ele terá. Definidas as cadeiras, os candidatos mais votados do partido são chamados a ocupá-las. Abaixo encontram-se os candidatos a vereador eleitos, reeleitos e os que ficaram como suplentes para a 19.ª legislatura, iniciada em 1 de janeiro de 2025 e que se encerrará em 31 de dezembro de 2028:
| Nº    | Nome                      | Partido       | Votos Totais | Porcentagem | Situação              |
| ----- | ------------------------- | ------------- | ------------ | ----------- | --------------------- |
| 55123 | Delegada Júlia Nunes      | PSD           | 3 194        | 4,10%       | Eleito(a) por QP      |
| 30123 | Miguel Turmeiro           | NOVO          | 1 976        | 2,54%       | Reeleito(a) por QP    |
| 22222 | Marina Nalesso            | PL            | 1 595        | 2,05%       | Reeleito(a) por QP    |
| 10777 | Bispo André Bueno         | Republicanos  | 1 500        | 1,93%       | Reeleito(a) por QP    |
| 15015 | Uan Moreira               | MDB           | 1 435        | 1,84%       | Reeleito(a) por QP    |
| 10123 | Zé da Escola              | Republicanos  | 1 358        | 1,74%       | Reeleito(a) por QP    |
| 40123 | Matheus Ribeiro           | PSB           | 1 233        | 1,58%       | Reeleito(a) por QP    |
| 22000 | Eduardo Codorna           | PL            | 1 177        | 1,51%       | Eleito(a) por QP      |
| 11111 | Gê de Araújo              | Progressistas | 1 157        | 1,49%       | Reeleito(a) por QP    |
| 55777 | Júlia Nery                | PSD           | 1 120        | 1,44%       | Eleito(a) por QP      |
| 55555 | Jé dos Luminosos          | PSD           | 1 026        | 1,32%       | Eleito(a) por Média   |
| 77000 | Denise Franci             | AVANTE        | 997          | 1,28%       | Reeleito(a) por QP    |
| 11000 | Guilherme Morelli         | Progressistas | 997          | 1,28%       | Eleito(a) por Média   |
| 11011 | Tatá Gaguinho             | Progressistas | 990          | 1,27%       | Eleito(a) por Média   |
| 13300 | Fuad                      | PT            | 984          | 1,26%       | Não eleito(a)         |
| 22444 | Itamar Martins            | PL            | 933          | 1,20%       | Reeleito(a) por Média |
| 55444 | Cris Cardena              | PSD           | 919          | 1,18%       | Reeleito(a) por Média |
| 11500 | Paulo Vieira              | Progressistas | 912          | 1,17%       | Suplente              |
| 10999 | Catarina Nanini da Guarda | Republicanos  | 880          | 1,13%       | Reeleito(a) por Média |
| 10111 | Christiane Siqueira       | Republicanos  | 823          | 1,06%       | Eleito(a) por Média   |
| 12345 | Dudu Franco               | PDT           | 810          | 1,04%       | Não eleito(a)         |
| 22344 | Tenente Müller Bombeiro   | PL            | 806          | 1,03%       | Suplente              |
| 77077 | Zé Lopes                  | AVANTE        | 760          | 0,98%       | Suplente              |
| 44123 | Dr. Mário Carneiro        | UNIÃO         | 757          | 0,97%       | Eleito(a) por QP      |

## Repercussão pós-pleito
Em entrevista concedida à TV TEM durante as comemorações da vitória eleitoral em seu comitê de candidatura, o prefeito reeleito agradeceu o apoio majoritário do eleitorado itapetiningano: "Nós estamos muito contentes em ver que tivemos cerca de dois terços da votação. Mas o nosso recado é que a gente vai governar para 100% de Itapetininga. Demonstramos em dois anos a nossa capacidade e, agora, as propostas dos quatro próximos anos é que Itapetininga cresça como nunca".